# Парите на другите (филм, 1991)
Вижте пояснителната страница за други значения на Парите на другите.
„Парите на другите“ (на английски: Other People's Money) или „Парите на другите хора“ е американски комедийно-драматичен и романтичен филм от 1991 г.

## Творчески екип
Режисьор е канадецът Норман Джуисън, продуценти – той и Рик Кидни. Сценаристи са Алвин Сарджънт и Джери Стърнър – автор и на едноименната театрална пиеса от 2000 г.

## Сюжет
Лоурънс Гарфилд, основен бизнес на когото е изкупуването на предприятия, избира за своя поредна жертва компания, оглавявана от старомодния Андрю Йоргенсон. Не желаейки да се предава без бой, 80-годишният старик се обръща за помощ към Кейт Съливан – дъщеря на жена му и адвокат по професия. Ловката и привлекателна Кейт с готовност се заема със случая, а Лоурънс, влюбил се в своята съперница при нейното посещение в офиса му, трябва да избира – парите или любовта.

## В ролите
| Актьор            | Роля            |
| ----------------- | --------------- |
| Дани Де Вито      | Лоурънс Гарфилд |
| Грегъри Пек       | Андрю Йоргенсон |
| Пенелъпи Ан Милър | Кейт Съливан    |
| Пайпър Лори       | Би Съливан      |
| Дийн Джоунс       | Бил Коулс       |

## В България
Един от първите му дублажи на видеоразпространителя Брайт Айдиас през 1992 г. в превод на Полина Недева.
На 6 юни 2000 г. филмът се излъчва по bTV с български субтитри.
На 31 август 2009 г. PRO.BG излъчва филма с български дублаж на Имидж Продакшън в превод на Матей Тодоров.